# Seven de Chile
El Seven de Chile fue un torneo que fue parte de la Serie Mundial Masculina de Rugby 7 solo en la temporada 2001-02.
Se disputó en el estadio San Carlos de Apoquindo de Santiago.

## Palmarés
| Año           | Campeón       | Marcador final | Subcampeón |
| ------------- | ------------- | -------------- | ---------- |
| Santiago 2002 | Nueva Zelanda | 21-7           | Argentina  |

## Posiciones
Número de veces que las selecciones ocuparon cada posición en todas las ediciones.
| Equipo        | Campeón | 2º puesto |
| ------------- | ------- | --------- |
| Nueva Zelanda | 1       |           |
| Argentina     |         | 1         |